# 1920 aux échecs
| Années des échecs : 1917 - 1918 - 1919 - 1920 - 1921 - 1922 - 1923    |
| Décennies des échecs : 1890 - 1900 - 1910 - 1920 - 1930 - 1940 - 1950 |

Cet article présente les faits marquants de l'année 1920 aux échecs.

## Événements majeurs
La première édition du championnat d'échecs du Chili a lieu.

## Championnats nationaux
- Canada : Sidney Gale remporte le championnat[1].
- Écosse : Gibson remporte le championnat[2].
- Royaume-Uni de Grande-Bretagne et d'Irlande : Roland Scott remporte le championnat[3].
- RSFS de Russie: Pas de championnat[4].
- Suisse : Erwin Voellmy remporte le championnat [5].

## Divers
- A Paris, les joueurs d’échecs quittent le désormais mythique café de la Régence pour la Rotonde du Palais-Royal[6].

## Naissances
- Lev Aronine
- Julio Bolbochán

## Nécrologie
- 1er février : Adolf Albin
- 5 juillet : Horatio Caro
- 10 septembre : Józef Dominik (en)
- 9 novembre : Samuel Gold (en)
- 18 novembre : John Herbert White (en)
- 15 décembre : Henryk Jerzy Salwe
- date inconnue : Gersz Rotlewi, Boris Maliutin (en), Zdzisław Belsitzmann (en)